# Forever Love (canción de Ami Suzuki)
«Forever love» es el segundo trabajo indie de la cantante Ami Suzuki, lanzado el 11 de agosto del 2004 por su propio sello, AMITY.

## Información
Este sencillo es el único de Ami Suzuki considerado como indie, ya que su anterior lanzamiento, "Tsuyoi Kizuna", realmente fue un libro de fotografías que incluía un CD, y no un sencillo en CD propiamente tal. Por lo tanto, éste es considerado como su único trabajo indie antes de su llegada a Avex en diciembre del 2004. El sencillo contó con un video musical grabado en pantalla verde sólo con imágenes de Ami y distintas figuras de colores, y la carátula del sencillo y el libreto fue diseñado por la misma Ami.
A pesar de que no contó de un sello poderoso en el que apoyarse, y por lo tanto la promoción fue bastante menor en comparación a sus anteriores trabajos, el sencillo consiguió llegar al puesto n.º 21 de las listas de Oricon generales, y al primer lugar de las listas indies de Oricon. Sin embargo, desde su debut este se convirtió en su primer trabajo que no logra entrar al Top 10 de Oricon.

## Canciones
1. «FOREVER LOVE»
2. «CHAIN LOVE»
3. «FOREVER LOVE» (Back Track)
4. «CHAIN LOVE» (Back Track)

- Datos: Q3077206